# ІнБев (футзальний клуб)
ІнБев — український футзальний клуб, який представляє місто Житомир у футзальному співтоваристві України шляхом консолідації зусиль органів місцевої державної влади, організацій та громадян, зацікавлених у розвитку та піднесенні футзалу на Житомирщині і прославлення її на всеукраїнському та міжнародному рівнях.
Шаблон:Структура Клубу

### Структура Клубу
ФК «Інбев» м. Житомир (InBev, Zhytomyr), з 2011 року бере участь у всеукраїнських змаганнях, з сезону 2015/16 рр. є учасником вищої ліги чемпіонату України «Екстра-ліги» та Кубку України. Основні досягнення: 4-те місце чемпіонату України (сезону 2019/2020)
ФК «ІнБев-2» (InBev-2)учасник вищої ліги м. Житомира та аматорського чемпіонату України. Основні досягнення: Три разовий чемпіон м.Житомир, чемпіон Житомирської області, Володар Кубку Житомирщини з футзалу, чемпіон Аматорської футзальної ліги України (2019), чемпіон пляжного футболу чемпіонату м. Житомир (2017);
ФК «ІнБев 34+» учасник першої ліги м. Житомира. Основні досягнення: закріплення в шестірці команд ліги (2018)
ФК «Інбев Жуніор» (InBev Junior) створений у 2017 р. для занять дітей від 8 до 14 років. Діти вікових категорій U-9, U-10, U-11 та U-13 є учасниками чемпіонатів та Кубків України серед дитячо-юнацьких команд. Основні досягнення: багаторазові призери всеукраїнських змагань Дитячого ярмарку з футзалу, бронзовий призер Кубку України U-10, закріплення у 10-ті кращих дитячо-юнацьких команд України у віковій категорії U-11.
«ІнБев Діти» (InBev Kids) створений у 2019 році у напрямку гармонійного розвитку найменших житомирян від 2,5 до 8 років на основі гри у футзал та з метою підготовки та відбору випускників школи для поповнення складу дитячо-юнацьких команд. Клубу – це виховання здорового та успішного покоління через залучення дітей та молоді до спортивного життя.

## Хронологія назв
- ЖДТУ (Житомир): 2001—2005
- «ІнБев» (Житомир): 2005—2014
- «ІнБев-Полісся-НПУ» (Житомир/Київ) — після об'єднання з Київ-НПУ і СК «Візаж»: 2015
- «ЛТК-ІнБев-НПУ» (Луганськ/Житомир/Київ) — після об'єднання з ЛТК (Луганськ): 2015—2017
- «ІнБев-НПУ» (Житомир/Київ): 2017—2019
- «ІнБев» (Житомир): 2019 — н. ч.

## Історія
Футзальний клуб ЖДТУ заснований 2001 року в Житомирі групою однодумців-випускників ЖДТУ (Житомирський державний технологічний університет). У перші роки свого існування команду представляв Державний технологічний університет у Житомирі в чемпіонаті міста. У 2005 році групу підтримала компанія «САН ІнБев» Україна, а потім вона отримала назву «ІнБев» (Житомир). У 2013 році клуб дебютував у Першій лізі.
2014 року в результаті злиття трьох клубів «ІнБев» (Житомир), «Київ-НПУ» (Київ), що виступали у Першій лізі, та СК «Візаж» (Житомир), виник об'єднаний клуб «ІнБев-Полісся-НПУ» (Житомир/Київ).
У сезоні 2014/15 років команда посіла третє місце в першій лізі. Влітку 2015 року до клубу приєднався інший представник екстраліга ЛТК (Луганськ), що після початку війни на Донбасі втратив можливість проводити матчі у власному залі. Новий клуб отримав назву «ЛТК-ІнБев-НПУ» (Луганськ/Житомир/Київ) і керувався тріумвіратом — президентами трьох клубів: Костянтином Кожановим («ІнБев»), Андрієм Голякевичем («Київ-НПУ») та Юрієм Шацьким (ЛТК). Фінансові зобов'язання також розподілені між клубами: «НПУ» надає зал і житло, «ЛТК» — клубний автобус, а «ІнБев» — спортивне екіпірування. Всім гравцям команди надана можливість навчання в педагогічному університеті, як на бюджетному, так і на контрактному відділенні. У сезоні 2015/16 років об'єднана команда вийшла на старт Екстра-ліги, де посів 6-те місце. У сезоні 2016/17 років посів передостаннє дев'яте місце. Влітку 2017 року колишній президент ЛТК Юрій Шацький відмовився від фінансування клубу, після чого назву було змінено на «ІнБев-НПУ» (Житомир/Київ). У сезоні 2017/18 років знову став шостим у підсумковій таблиці.
Перед стартом сезону 2019/20 команда повернулася до назви «ІнБев» і представляє тільки Житомир.
Сезон 2020/21 став останнім для команди Екстра-ліги. За відсутності місцевої фінансової підтримки з обласного бюджету «Футзальний клуб «ІнБев Житомир» не візьме участь у розіграші чемпіонату України серед команд «Екстра-ліги» в сезоні 2021-2022рр. Про це адміністрація клубу 14 липня повідомила на своїй сторінці у Facebook та офіційним листом Асоціацію Футзалу України!

## Клубні кольори, форма та логотип
| Білий | Синій |

Герб клубу поєднує логотипу трьох клубів — ІнБев вгорі, ЛТК внизу ліворуч та Київ-НПУ внизу праворуч.
Гравці клубу зазвичай носять білу, синю або жовту форми

## Досягнення
- Екстра-ліга України
  - 6-те місце (2): 2015/16, 2017/18

- Перша ліга України з футболу
  -  Бронзовий призер (1): 2014/15

## Відомі тренери
- Валерій Туркін (2015—2017)
- Валерій Директоренко (2017—2019)
- Михайло Соколовський (2019—н. ч.)

## Спортивна арена
Домашні матчі клуб проводить у залі спортивного комплексу ФОК у Житомирі, який вміщує 1000 глядачів. Раніше також грав у залі Київського спортивного комплексу НПУ.

## Спонсори
- САН ІнБев (Україна)